# Bulma (Marruecos)
Bulma (en árabe: بولما‎) es una localidad marroquí perteneciente al municipio de El Arbaa de Taurt, en la región de Tánger-Tetuán-Alhucemas. Desde 1912 hasta 1956 perteneció a la zona norte del Protectorado español de Marruecos.